# Carlos Veiga

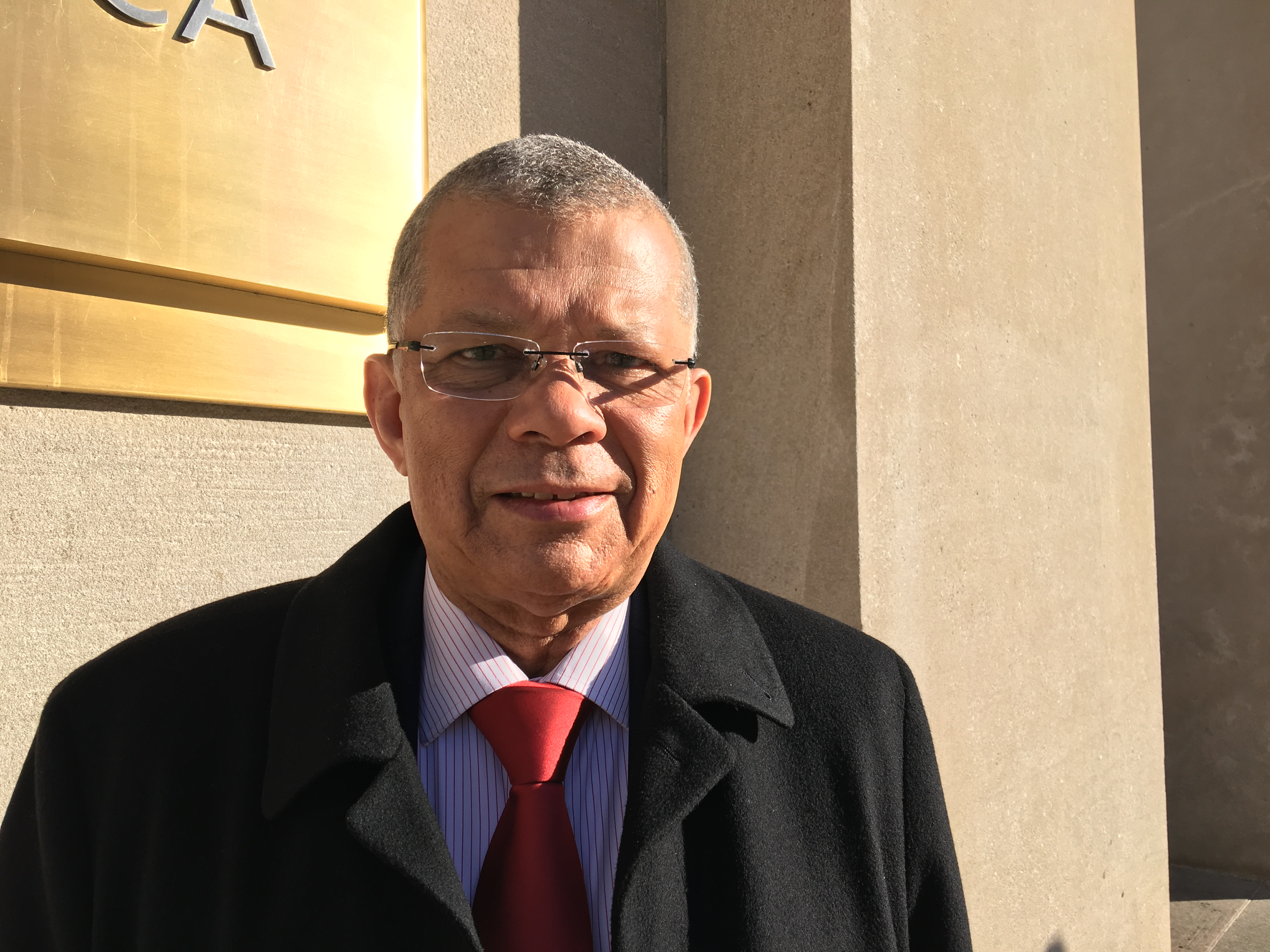
Carlos Veiga, 2017

Carlos Alberto Wahnon de Carvalho Veiga (* 21. Oktober 1949 in Mindelo) war von 1991 bis 2000 Premierminister von Kap Verde.

## Frühe Jahre
Veiga wurde auf der Insel São Vicente geboren. Nach dem Schulbesuch in Praia auf der Insel Santiago studierte er Rechtswissenschaft in Lissabon und machte 1971 seinen Doktor. Von 1972 bis 1974 war er Verwaltungsangestellter in Angola, das ebenfalls zu Portugal gehörte. 1975 kehrte er in seine Heimat zurück, die in diesem Jahr unabhängig wurde. Dort war er als Staatsanwalt tätig.
Probleme mit der damaligen Einheitspartei Partido Africano da Independência de Cabo Verde (PAICV) veranlassten ihn, den Staatsdienst zu verlassen und als Rechtsanwalt zu praktizieren. Er wurde 1985 und 1988 ins Parlament gewählt und gründete 1990 die Oppositionspartei MpD.

## Politiker
Nach Einführung der Demokratie gewann seine Partei am 13. Januar 1991 die Parlamentswahlen gegen die bisher regierende PAICV mit 56 von 79 Sitzen. Am 4. April 1991 wurde er Premierminister. In seiner Regierungszeit bewegte er die bislang sozialistisch regierten Kapverden in Richtung Marktwirtschaft. 1995 wurde er wiedergewählt. Am 28. September 1998 überstand er die Notlandung eines Flugzeugs der TACV während eines Sturmes mit leichten Verletzungen, ein Leibwächter starb bei dem Unglück. Er trat am 29. Juli 2000 zurück, um sich 2001 für die Präsidentschaft zu bewerben.
Bei der Präsidentschaftswahl unterlag er seinem Vorgänger als Regierungschef Pedro Pires im zweiten Wahlgang am 25. Februar 2001 mit 17 Stimmen Rückstand. Veiga reichte zehn Beschwerden gegen das Wahlergebnis ein, sein siegreicher Konkurrent zwei. Kurze Zeit später akzeptierte Veiga seine Niederlage. Bei der Präsidentschaftswahl des Jahres 2006 unterlag Veiga erneut Pedro Pires.